# OTAP
Ontwikkeling, Test, Acceptatie en Productie, afgekort OTAP  is de naam van een methodiek die wordt gebruikt in de ICT. De hoofdwoorden in de naam geven de fases aan die onder andere in de softwareontwikkeling doorlopen worden. Het Nederlandse begrip is afgeleid van het Engelse DTAP: Development, Testing, Acceptance and Production.
Het pad dat wordt doorlopen is als volgt:
1. O: Een programma of component wordt eerst ontwikkeld in de ontwikkelomgeving, hierin bevindt zich veelal een of meerdere personen in een ontwikkelteam die ieder op een ontwikkelwerkplek werken aan 1 gezamenlijke versie, die aan het einde van elke dag wordt gekopieerd ofwel 'ingecheckt' in het versiebeheerprogramma op de ontwikkelserver.
2. T: Deze gezamenlijke versie wordt dan 's nachts automatisch van programmacode naar een draaibaar programma omgezet, ofwel 'gebuild' en eventueel doorgezet naar de testserver. Op de testserver kan er met deeltest, ofwel ´unittests´ automatisch technisch en functioneel getest worden, waarvan de resultaten de volgende dag klaarliggen voor het ontwikkelteam. Als er na een ontwikkelperiode een functionele samengestelde versie ofwel een ´release´ wordt gestabiliseerd, kan deze release volledig doorgetest worden met alle voor de software gekozen testgevallen door alle betrokken partijen, personen en gebruikers.
3. A: Na goedkeuring kan de versie worden geïnstalleerd in de acceptatieomgeving. Het installatieproces wordt gedocumenteerd in een productiegang draaiboek. De acceptatie-omgeving is qua software en hardware zo veel mogelijk gelijk aan de productieomgeving. De klant kan hier alvast zien hoe de release er functioneel en qua performance uit gaat zien in productie. Dit, zonder dat de dagelijkse productie onderbroken wordt.
4. P: Indien de klant accepteert in de acceptatie-omgeving, wordt het programma geïnstalleerd op de productieomgeving, zoals gedocumenteerd toen de release naar de acceptatie-omgeving ging. Tevens moet er een terugdraaiplan zijn om bij verrassingen toch de productie-installatie ongedaan te maken en door te gaan in productie met de oude versie.

E: Indien er veel gebruikersopleidingen moeten worden gegeven is het zinvol om een Educatie-omgeving neer te zetten. De educatie-omgeving is ook een productie-omgeving, maar dan voor opleidingen. Hier kan dan ongestoord opleidingen gegeven worden los van het OTAP release proces.
Alle andere omgevingen zoals onderhoudsomgevingen en straattestomgevingen zouden goed binnen de OTAP omgevingen gefaciliteerd kunnen worden en daar zijn geen specifieke omgevingen voor benodigd.
Met deze OTAP-werkwijze is de software volledig getest en geaccepteerd op een vergelijkbare omgeving als productie. Samen met de voorspelbare gedocumenteerde productiegang en het terugdraaiplan bij verrassingen, is de productie omgeving ultiem beschermd en is de continuïteit gewaarborgd.

## OTAPU
OTAP kent ook de uitbreiding OTAPU waarbij de U staat voor Uitwijk. Een uitwijklocatie kan worden ingezet als de productieomgeving niet meer functioneert. Door deze toe te voegen aan de OTAP-methodiek garandeert men dat de uitwijklocatie inzetbaar blijft bij calamiteiten om bedrijfscontinuïteit te garanderen.

## Boeken
- Ing. E. van Beveren jr. Msc., De OTAP Werkwijze, 2010. ISBN 978-9081701518.